# 문희공 유창 묘역
문희공 유창 묘역(文僖公 劉敞 墓域)은 조선 초기의 문신 유창의 묘와 신도비이다.

## 개요
규모는 신도비 1기(基), 전체 높이 240cm, 비신 높이 142cm, 너비 53cm, 두께 33cm이며 화강암으로 만들어졌다. 그의 묘 입구 좌측에는 헌종 12년(1846)에 세운 비가 전한다. 네모받침돌 위에 네모기둥 모양의 비석을 세우고 그 위에 기왓골을 새긴 덮개돌을 얹었다. 비문은 판의금부사 이광정(李光正)이 지었고, 전 형조판서 이의익(李宜翼)이 썼으며, 두전(頭篆)은 진잠(鎭岑) 현감을 지낸 14대손 유석(劉錫)이 썼다. 서울 강동구 상일동에 위치해 있고, 1995년 1월 25일 서울특별시 유형문화재 제96호로 지정되었다.